# Pseudozygobolbina
Pseudozygobolbina is een geslacht van uitgestorven kreeftachtigen uit de klasse van de Ostracoda (mosselkreeftjes).

## Soorten
- Pseudozygobolbina ivanica Abushik, 1971 †
- Pseudozygobolbina moldavica Abushik & Trandafilova, 1977 †
- Pseudozygobolbina nana Abushik, 1971 †
- Pseudozygobolbina petalifera Nehring-lefeld, 1985 †
- Pseudozygobolbina primaria Abushik & Trandafilova, 1977 †
- Pseudozygobolbina reticulata Abushik & Trandafilova, 1977 †
- Pseudozygobolbina splendida Neckaja, 1960 †